# Dejazmach
Dejazmach (amharisch ደጅአዝማች däǧʾäzmač [dəd͡ʒʔəzmat͡ʃ]; auch Dejach ደጃች däǧač [dəd͡ʒat͡ʃ]) ist der älteste militärische Würdenträgertitel und einer der ältesten Titel am Hof der Kaiser von Äthiopien. Er bedeutet „Befehlshaber der Truppen an der Tür des kaiserlichen Zelts“ und stammt  aus der Zeit, als die äthiopischen Kaiser noch keine feste Residenz hatten.

## Funktion und Privilegien
Der Dejazmach befehligte die Truppen, die das Zelt des Kaisers schützten. Seit etwa 1800 trug den Titel meist einer der höchsten Feudalherren des Kaiserreichs. Er hatte das Recht auf bis zu zwölf Negarit, wobei je eine Negarit für eine vom Dejazmach beherrschte Provinz stand. An erster Stelle der Dejazmach stand der Beherrscher der Provinz Begemdir. Später war mit der Würde des Dejazmach noch die Herrschaft über Sidamo und Bale verbunden.